# Elco International Tower
Elco International Tower (івр. מגדל אלקטרה) — хмарочос у Тель-Авіві, Ізраїль. Висота башти становить 165 метрів і має 45 поверхів. Будівництво було розпочато в 2008 і завершено через 40 місяців в 2011 році. Дизайн будівлі розроблено архітектурним бюром Moore Yaski Sivan Architects.